# Boston Store (Wisconsin)
De Boston Store is een webwinkel. Oorspronkelijk was het een warenhuis, dat in 1897 in Milwaukee, Wisconsin.

## Geschiedenis

### Jaren 1920 en 1930
Gedurende de jaren 1920 en 1930 werd de Boston Store gerund door Philip Irving Stone. Zijn neef, Irving Stone, werkte als manager en had vanaf 1927 een tijdje een relatie met Broadway-actrice en later MGM-filmster Jeanette MacDonald.
In december 1933 liepen 600 van de 1000 werknemers van de winkel weg in een beroemde staking van de White Collar union. 

### Federated en Maus Freres SA
In 1948 verkocht Julian Simon zijn belangen in de Boston Store aan Federated Department Stores. Onder Federated werden er filialen geopend in verschillende steden in Wisconsin, waaronder Oshkosh, Sheboygan en Manitowoc. In 1985 werd het bedrijf overgenomen door de warenhuisketen Bergner's uit Peoria, Illinois (die zelf eigendom was van het in Zwitserland gevestigde Maus Frères S.A., een detailhandelsconglomeraat dat werd gecontroleerd door de families Maus en Nordmann). Kort daarna verhuisde Bergner's zijn hoofdkantoor naar Milwaukee.

### Overnames
Toen stadsrivaal Gimbels in 1986 werd ontmanteld, nam Boston Store drie vestigingen van Gimbel over; in de Southgate Mall in Milwaukee, in de East Towne Mall in Madison en in de Mayfair Mall in Wauwatosa.
In 1989 kocht P.A. Bergner de warenhuisketen Carson Pirie Scott uit Chicago voor ruim $ 450 miljoen. Carson's had in november 1987 Donaldson's uit Minneapolis gekocht. Hiermee werd Bergner's een belangrijke speler in het Middenwesten, met winkels in vijf staten: Wisconsin, Illinois, Minnesota, Indiana en Iowa. De warenhuizen opereerden onder de merknamen Bergner's, Carson Pirie Scott en Boston Store.

### Faillissement en fusie met Proffitt's
In 1991 vroeg Bergner's uitstel van betaling, waarbij Maus Freres S.A. na een hevige strijd de controle over het bedrijf verloor. In 1993 kwam de organisatie uit het faillissement onder de naam Carson Pirie Scott & Co, handelend onder het symbool CPS. Uiteindelijk kocht Proffitt's Inc., nu Saks Incorporated, in 1998 Carson Pirie Scott en deze aankoop versterkte de aanwezigheid van Saks Incorporated in het noorden.

### Verkoop aan The Bon-Ton
In juli 2005 voltooide Saks de verkoop van haar Southern Department Store Group, bestaande uit Proffitt's en McRae's, aan Belk, Inc., gevestigd in Charlotte, North Carolina. Op 31 oktober 2005 kondigde Saks aan dat het Boston Store en haar andere Northern Department Store Group-winkels (Carson Pirie Scott, Bergner's, Younkers en Herberger's) zou verkopen aan Bon-Ton Stores in een deal van $ 1,1 miljard. De transactie werd afgerond op 6 maart 2006. De Younkers-winkels in de omgeving van Milwaukee kregen de nieuwe naam Boston Stores. De advertenties van het bedrijf werden vereenvoudigd en er werd nu één Bon-Ton-merk per marktgebied gebruikt.

### Bon Ton Faillissement
Op 17 april 2018 wonnen twee vereffenaars, Great American Group en Tiger Capital Group, een veiling voor het bedrijf, met een bod dat werd geschat op $ 775,5 miljoen. Binnen 10 tot 12 weken werden de winkels gesloten. 

### Herlancering
Op 14 september 2018 werd op de homepage van Bostonstore.com een bericht geplaatst met de tekst: "We're back!". De week ervoor had CSC Generation Holdings een overeenkomst getekend om de rechten op Bon-Ton en haar dochterondernemingen te gebruiken.
Op 1 oktober 2018 maakte Boston Store officieel zijn debuut als webwinkel.